# Apilocrocis
Apilocrocis é um gênero de mariposa pertencente à família Crambidae.